# Diego Martin
Ne doit pas être confondu avec Diego Martín (acteur).
Diego Martin () est une ville de Trinité-et-Tobago.